# Žďár nad Sázavou 8
Žďár nad Sázavou 8 je městská čtvrť, část města Žďár nad Sázavou v Kraji Vysočina. Rozkládá se na rozhraní katastrálních území Město Žďár a Zámek Žďár.
Území je tvořeno obytným souborem Klafar III, který na východním břehu řeky Sázavy začal vyrůstat ve druhém desetiletí 21. století jakožto soubor rodinných a bytových domů. Rozkládá se severně od ulice Sázavské, která tvoří hranici s místní částí Žďár nad Sázavou 3, kam oblast původně spadala. Jako první byly vybudovány ulice Hrnčířská, Barvířská a severní pokračování ulice K Milířům. Část obce vznikla k 11. březnu 2019 poté, co zastupitelstvo města Žďár nad Sázavou schválilo v listopadu 2018 zřízení nové části obce.

## Galerie

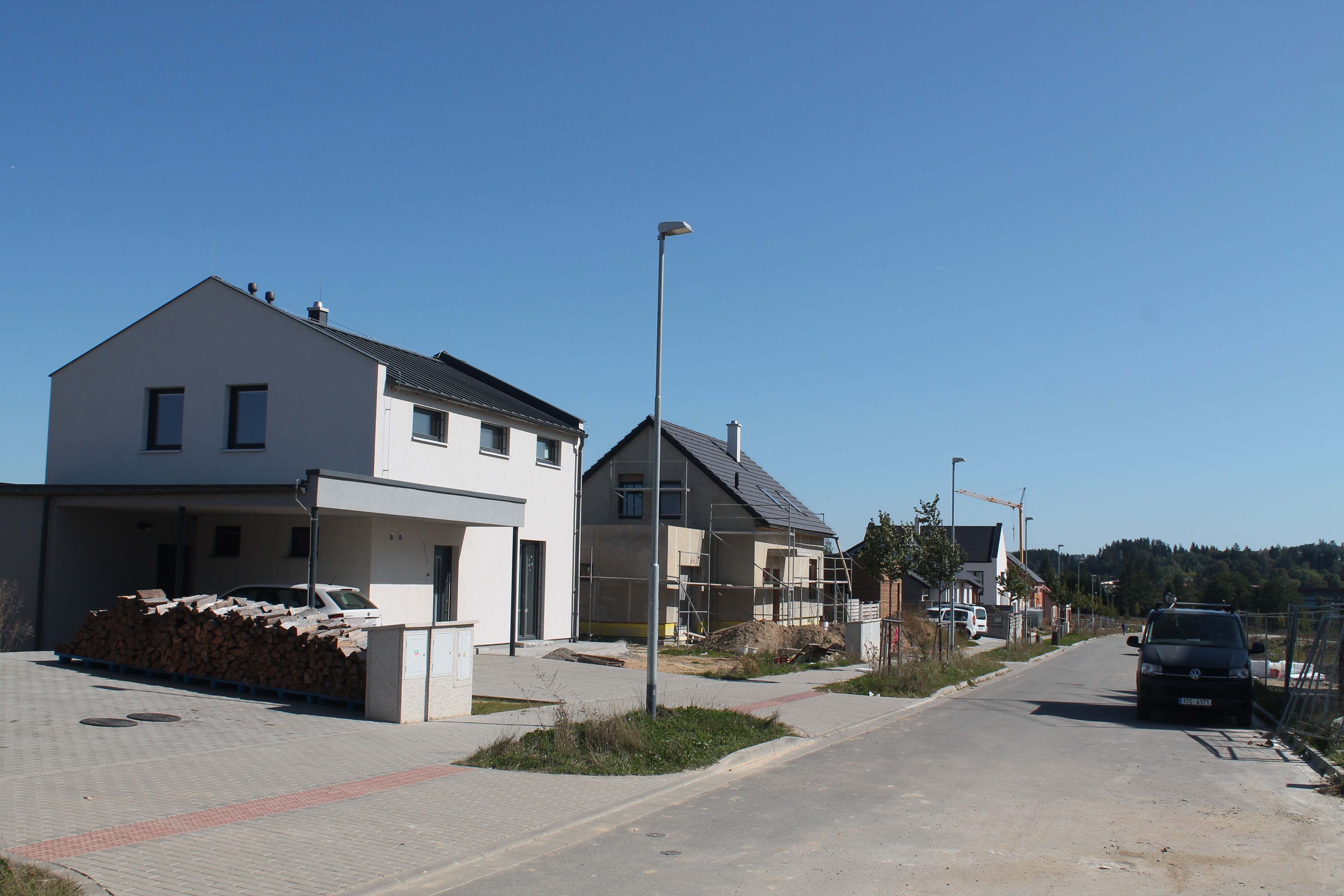
Ulice Hrnčířská
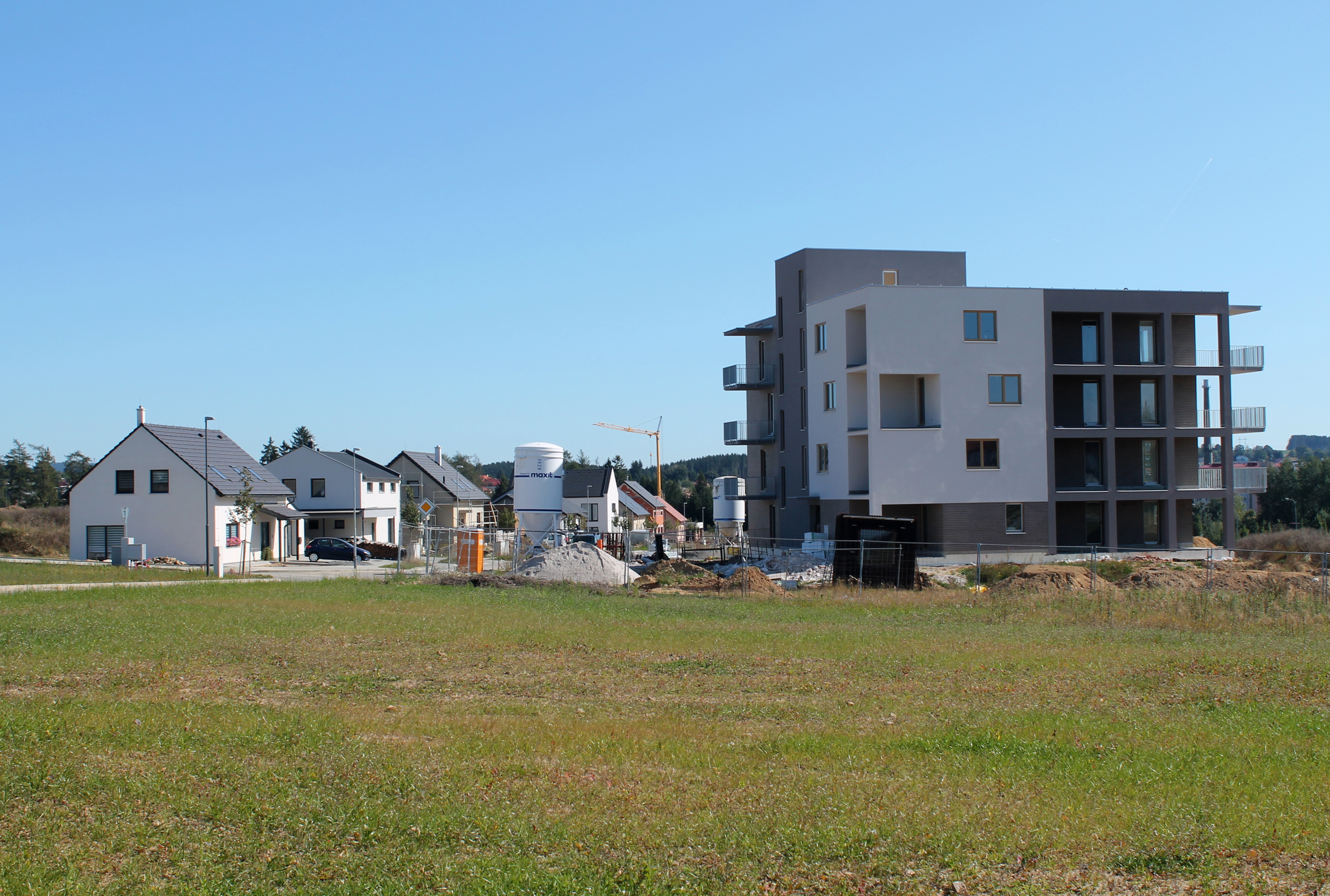
Ulice Hrnčířská od západu
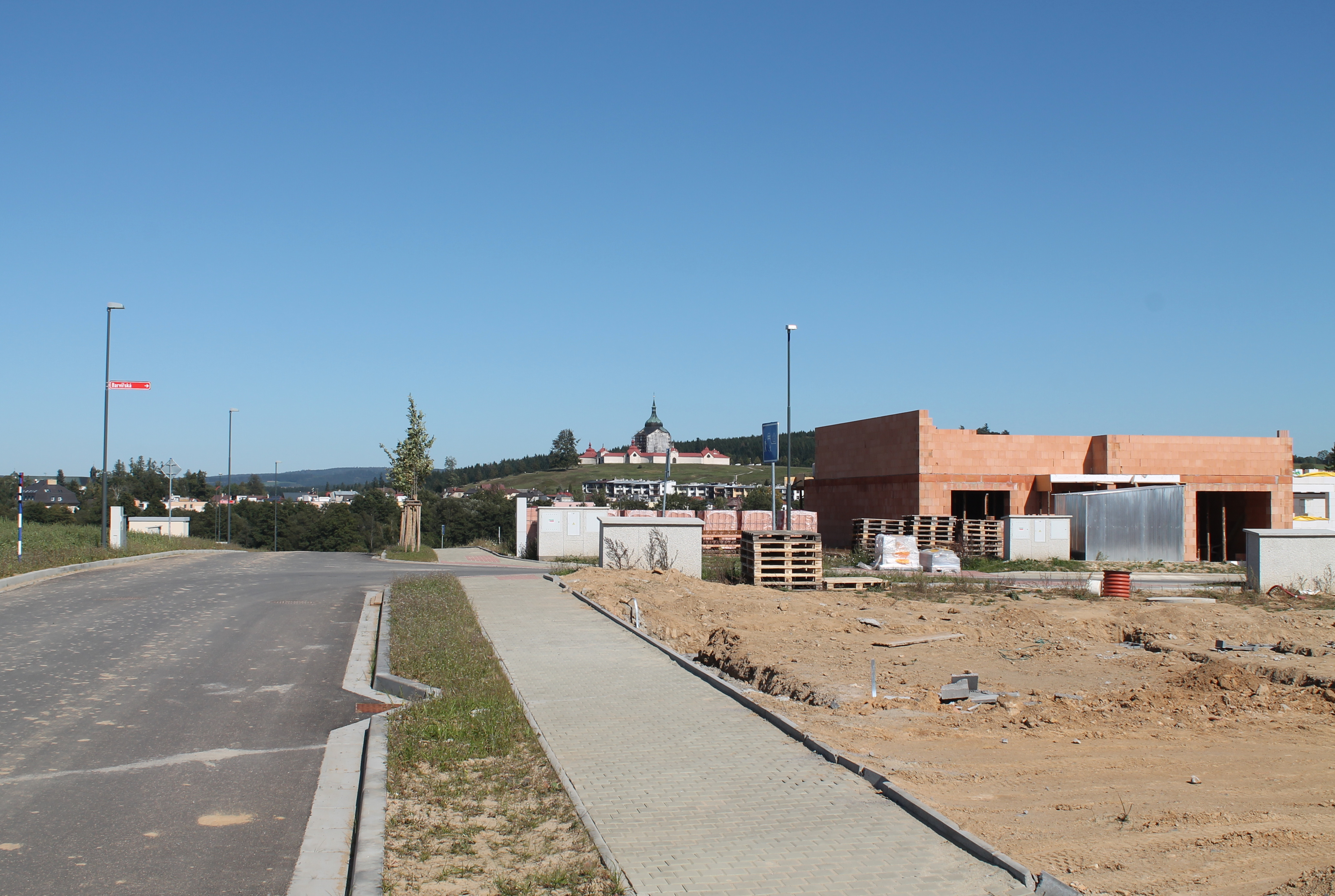
Západní konec ulice Barvířské
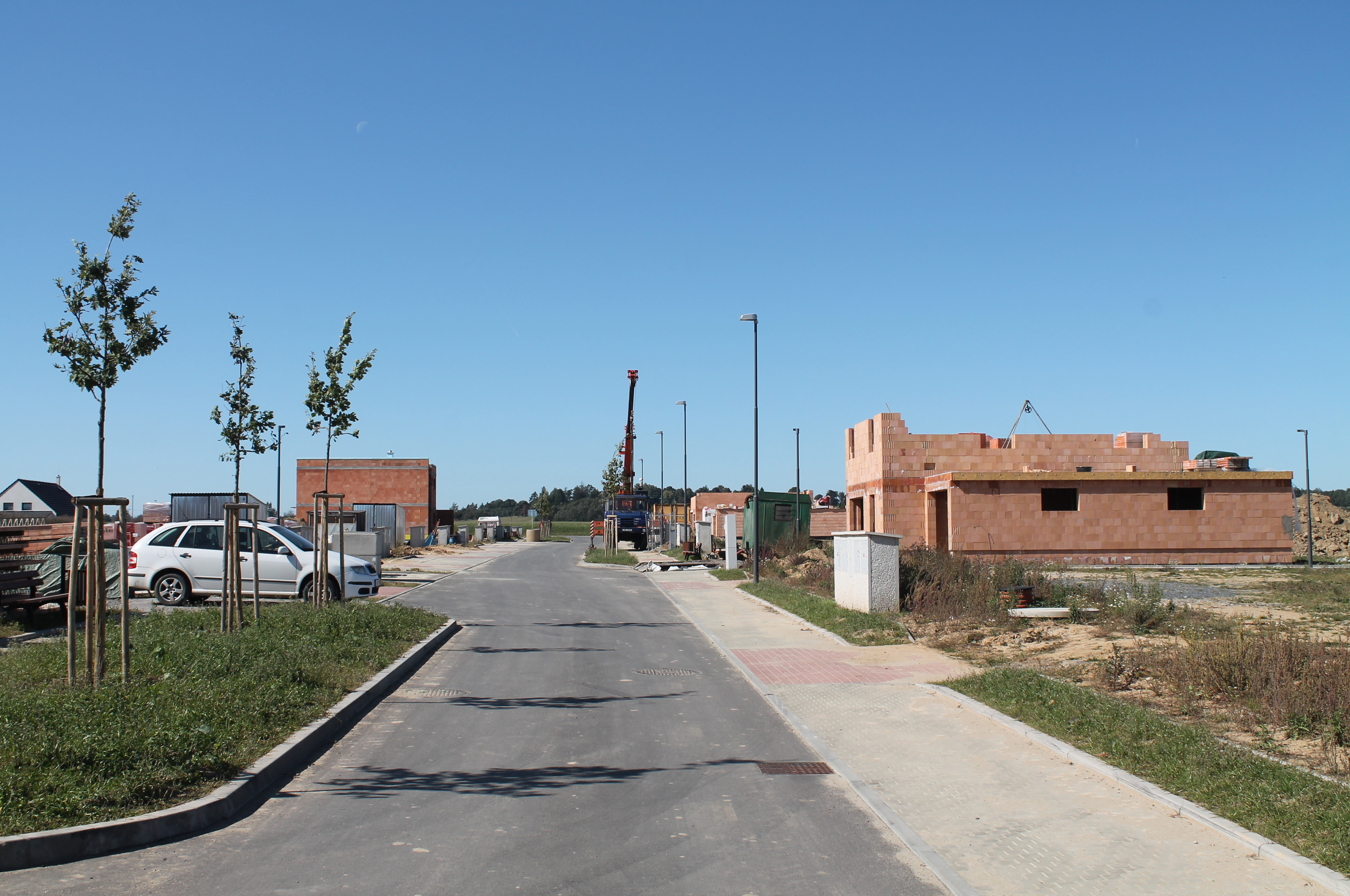
Ulice Barvířská
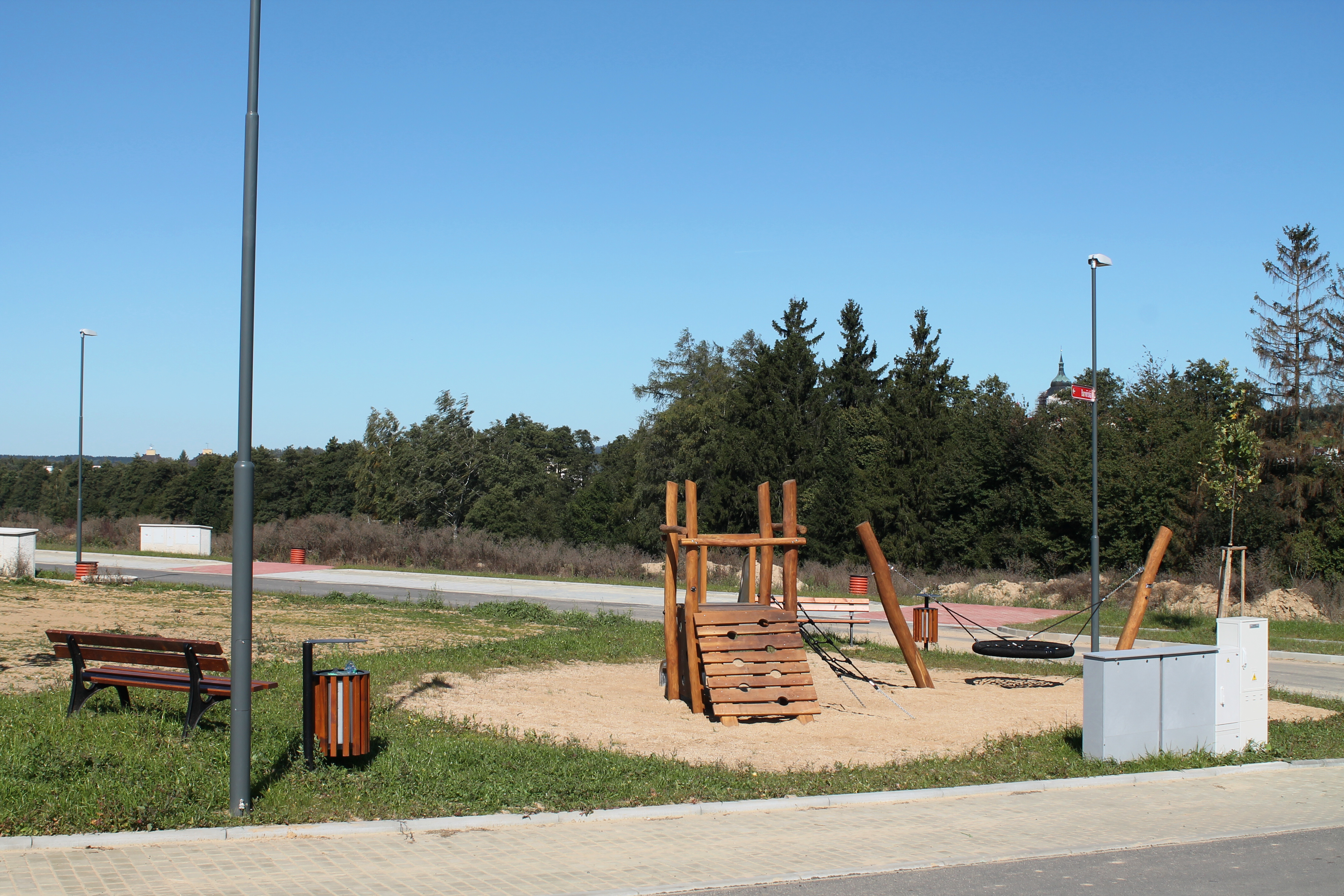
Dětské hřiště v Barvířské ulici
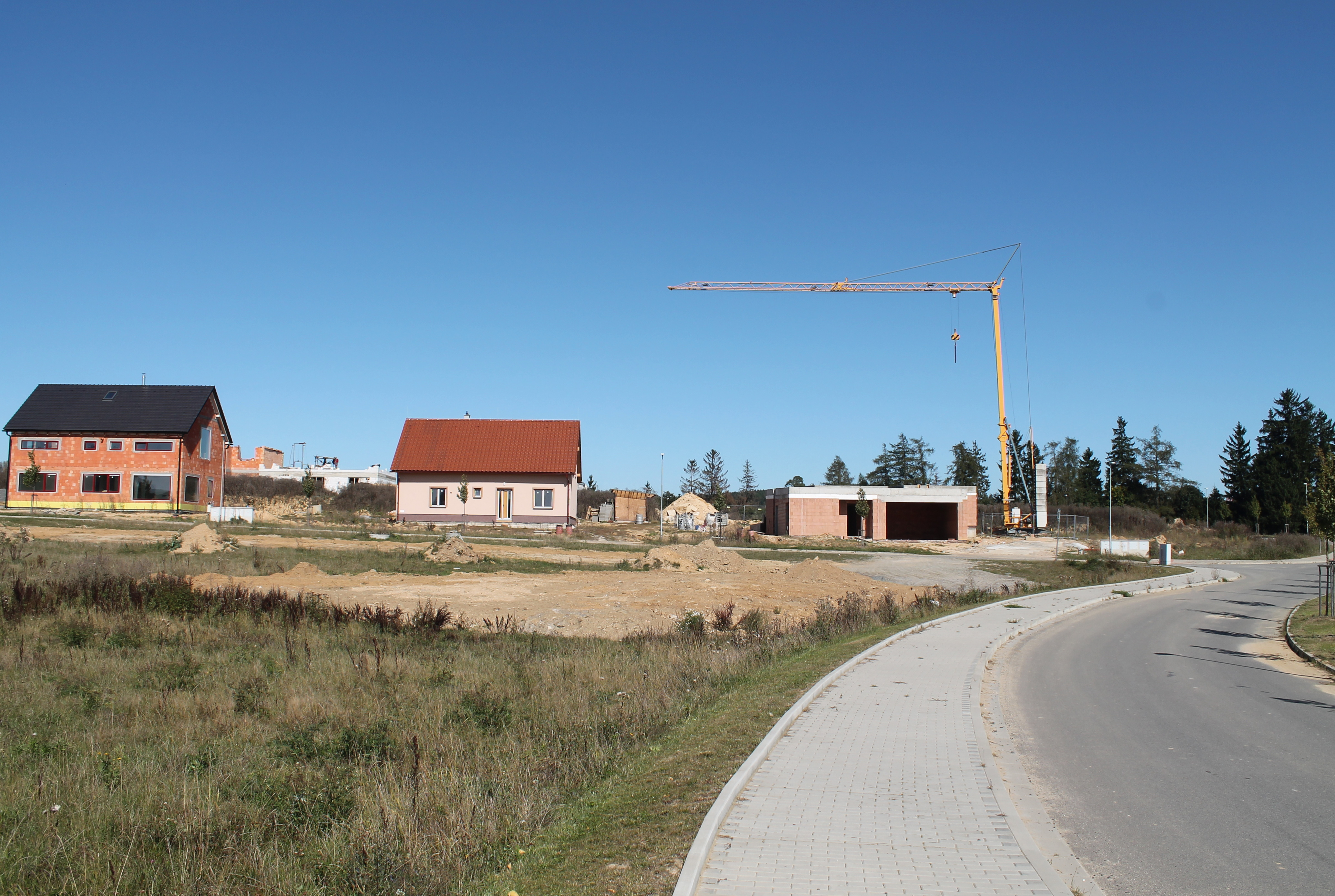
Ulice K Milířům
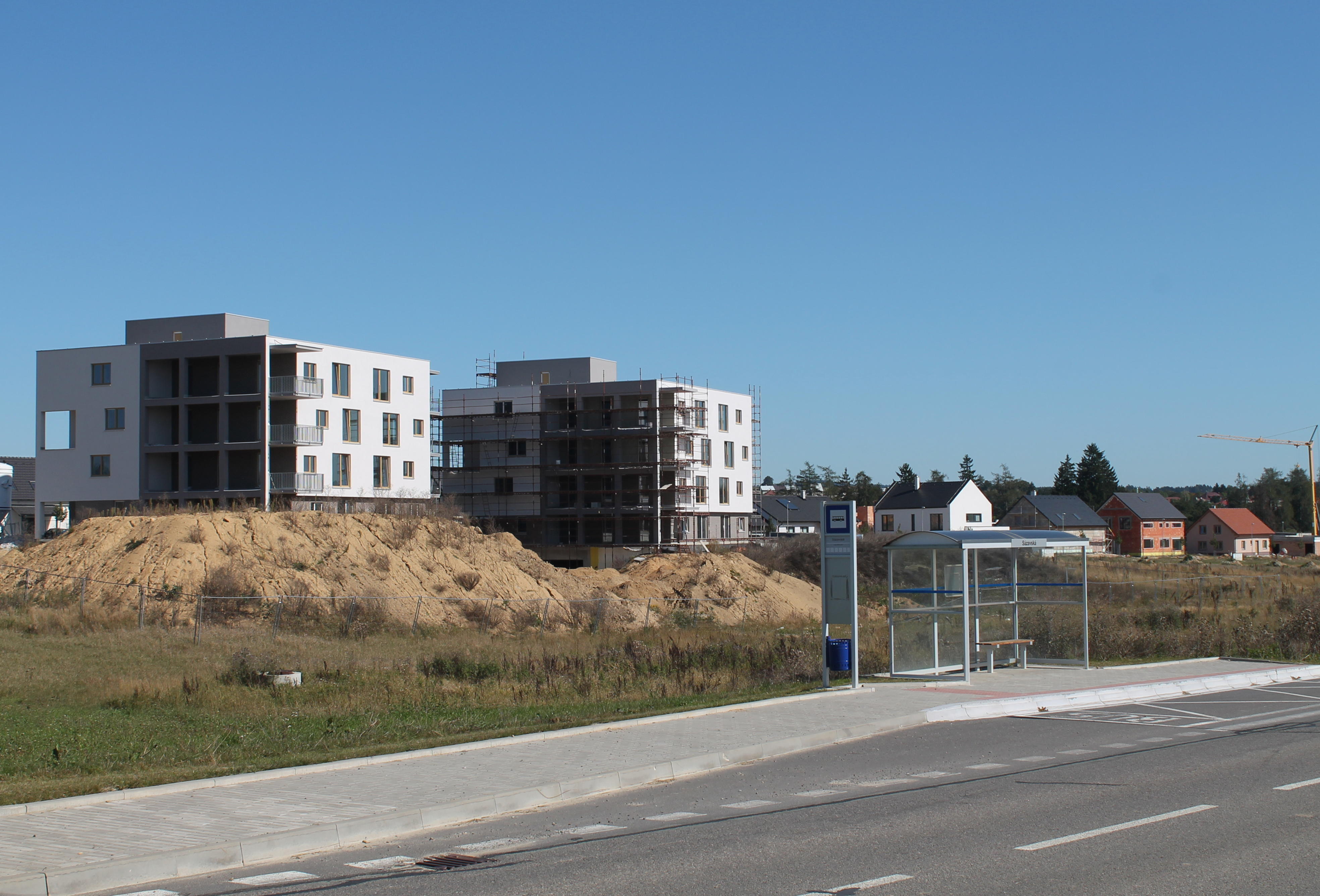
Pohled na obytný soubor Klafar III ze Sázavské ulice
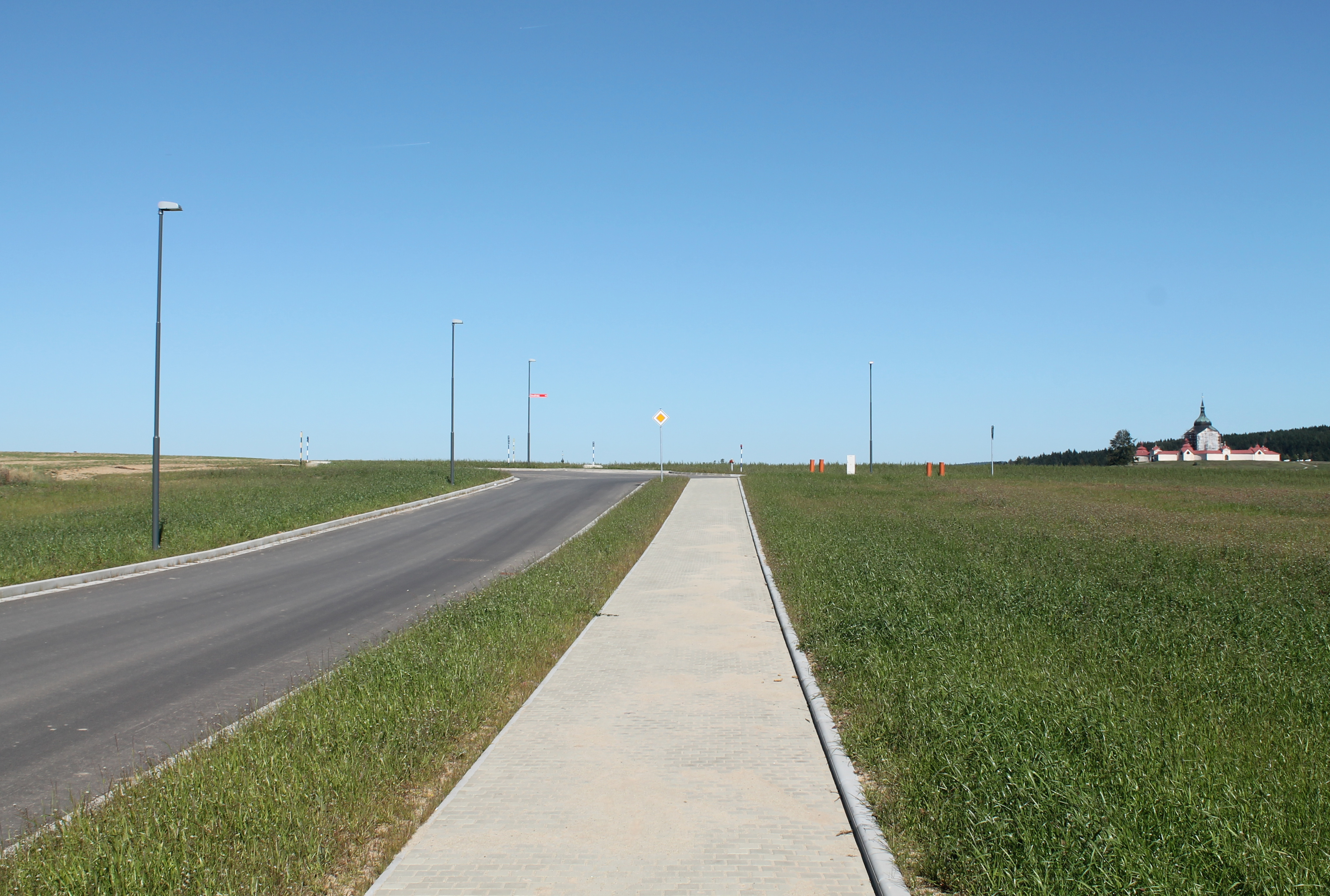
Prodloužená ulice Libická